# Kvis
Kvis är en by i Kyrkslätt i det finländska landskapet Nyland. Byn består av egnahemshus och genom byn går Kvisvägen som är en del av Kungsvägen. Trädgårdsingenjören Bengt Schalin bodde i Kvis och en väg har uppkallats efter honom. Byn ligger cirka 4 kilometer från Kyrkslätts centrum och 3 kilometer från Masaby. Jorvas hållplats ligger cirka en kilometer från Kvis.
På 1550-talet kallades byn Hwittisby, Huitzby och Hvitz by.